# Devel Sixteen

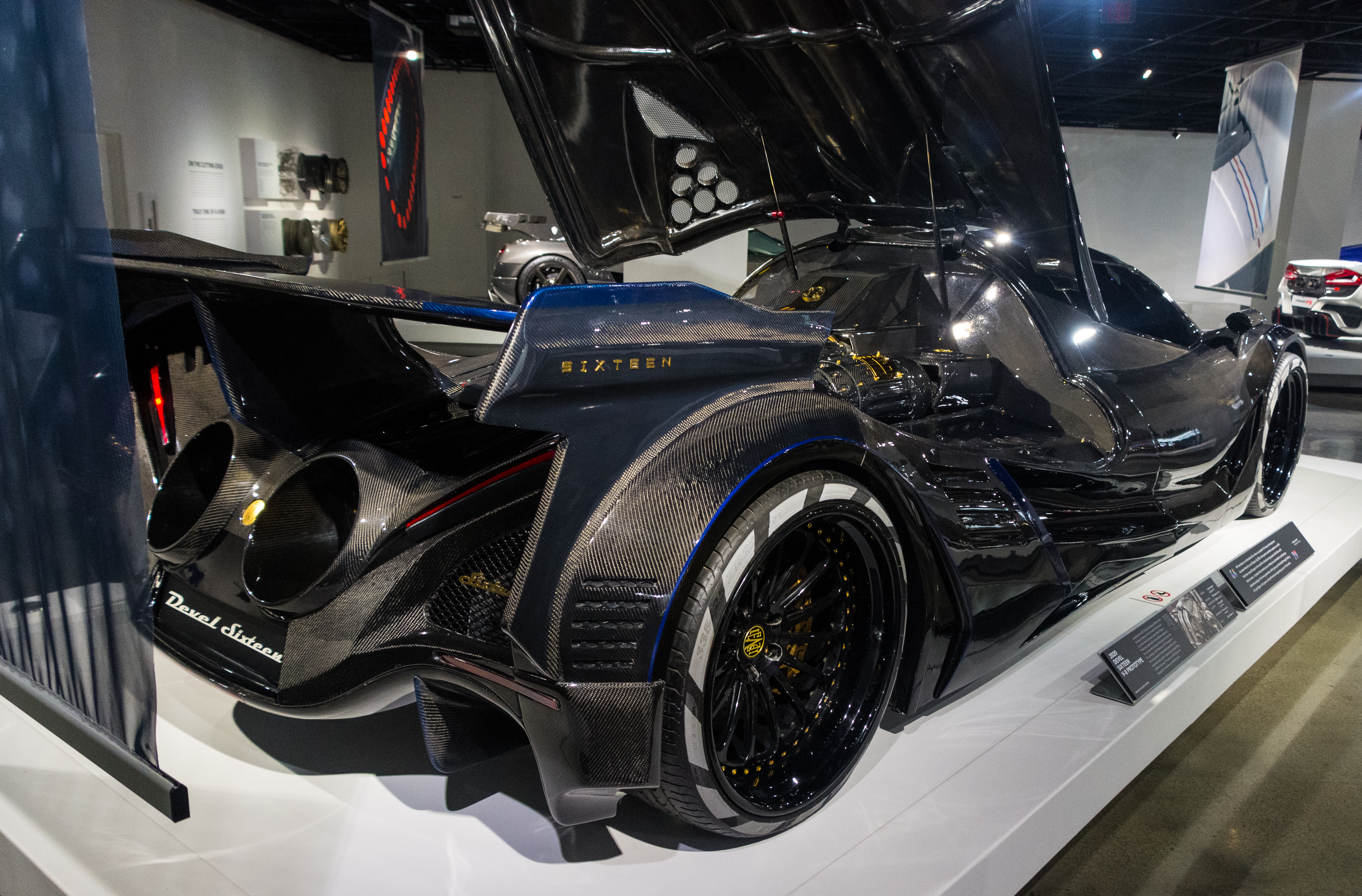
Heckseitenansicht

Der Devel Sixteen ist ein Mittelmotor-Supersportwagen des Automobilherstellers Defining Extreme Vehicles Car Industry LLC. Der Sitz des Unternehmens ist in Dubai. Er wurde mit einem V16-Motor erstmals 2013 auf der Motorshow in Dubai vorgestellt, dann ein seriennäherer Prototyp 2017 auch in Dubai und 2019 in Toronto. Die Produktionskapazität liegt bei sieben Wagen pro Jahr. Im Juli 2022 konnte ein japanischer Sammler das erste Fahrzeug (mit V8-Motor) übernehmen.

## Zur Entwicklung
2008 begann die Entwicklung des Devel Sixteen. Ein Problem waren die Reifen. Devel hatte bei der Präsentation 2013 schon 560 km/h als Höchstgeschwindigkeit ausgegeben. Bei Reifen waren Ende 2017 beispielsweise für den Bugatti Chiron 450 km/h als Entwicklungsziel bekannt. Im November 2017 erklärte der leitende Entwicklungsingenieur, noch auf einen funktionsfähigen Prototyp von Manifattura Automobili zu warten. Er nannte 500 PS für mechanische Verluste bei der Kraftübertragung. Weiter wurden 2018 thermische und aerodynamische Probleme bekannt.

## Antrieb
Obgleich 2013 bei der ersten Vorstellung 3675 kW (5000 PS) angekündigt worden waren, war der Wagen seit 2017 zunächst als Sechzehnzylinder mit 2237 kW (3000 PS) oder mit einem 1103 kW (1500 PS) starken V8-Motor mit Turbolader bestellbar.
Der aus zwei V8-Motoren bestehende 16-Zylinder hat 7,2 Liter Hubraum und vier Turbolader mit einem Durchmesser von 81 mm, die wie der ganze Motor von dem US-amerikanischen Unternehmen Steve Morris Engines (SME) hergestellt werden. Für die 2205 kW (3000 PS) und ein Drehmoment von 3250 Nm beträgt der Ladedruck 1,4 bar. Bei 2,5 bar Ladedruck und Verwendung eines Kraftstoffs mit einer höheren Oktanzahl werden es 3352 kW (4560 PS) und 4750 Nm. Diese Motoren übertragen ihre Kraft über ein Doppelkupplungsgetriebe. Die ursprünglich genannte Leistungsstufe von 3675 kW erforderte weitere Anpassungen am Motor und ist einer reinen Rennversion vorbehalten. Der Motor hat bei 12,3 Liter Hubraum ein Drehmoment von 5094 Nm und erhielt ein Dragster-Getriebe. Die Höchstdrehzahl des nun 3680 kW (5007 PS) starken Motors beträgt 6900/min. Aus dem Stand sollen dann 100 km/h in 1,8 Sekunden erreicht werden. Die Höchstgeschwindigkeit beträgt 560 km/h. Nach Aussage des Chefingenieurs im November 2017 sei das Hobby-Dragster-Rennen im Mittleren Osten ein Ziel. Mit dem V8-Motor beträgt die Höchstgeschwindigkeit 400 km/h. Ansonsten übernimmt der Sixteen einige Teile von der Corvette C8.

## Karosserie
Die Karosserie besteht aus Kohlenstofffasern. Sie hat mit 3,46 m einen sehr langen Radstand und kurze Überhänge, beispielsweise hat die aktuelle Lexus LS-Limousine einen Radstand von 3,13 m. Die Form des Sixteen verweist an der Front und am Heck mit zwei großen Auspuffendrohren auf die McDonnell Douglas F-15. Für den cW-Wert wurden 0,3 genannt.